# 하일참시행복
《하일참시행복》(下一站是幸福) 은 2020년 방송되었던 중국의 드라마이다.

## 소개
- 잘나가는 커리어 우먼이지만 모태솔로인 주인공 앞에 나타난 두 남자와 사랑을 그린 로맨틱 코미디

## 등장 인물
- 빅토리아 - 허판싱 역
- 쑹웨이룽 - 위안쑹 역
- 왕야오칭 - 예루밍 역
- 장우검 - 허찬양 역
- 위수신 - 차이민민 역
- 양즈잉 - 충샤오 역
- 웨이저밍 - 창환 역
- 부가 (傅迦) - 허청풍 역
- 마려 (Mary Ma) - 심홍매 역
- 차이야퉁 - 양샤오위 역
- 저우치치 - 송쉐 역
- 증려 (曾黎) - 우메이인 역
- 주신가 (周宸佳) - 뤄원위예 역
- 황진 (黃榛) - 심판판 역
- 한묘 (漢墓) - 정동양 역
- 정서환 (郑舒环) - 등청청 역
- 요탁군 (姚卓君) - 송일범 역
- 하오원팅 - 엽채미 역
- 모의 (毛毅) - 리하오마오 역
- 소흔 (苏欣) - 왕이모 역
- 하자예 (何子藝) - 샤오또즈 역

## 참고 사항
- 2020년 1월 30일 중국에서 방송 시작한지 4일만에 넷플릭스 코리아를 통해 한국에서 공개됐다. 한국 제목은 '누나의 첫사랑'이다.
- 중국의 소설을 원작으로 하며, 대한민국의 종편체널인 JTBC에서 방송되었던 드라마 <밥 잘 사주는 예쁜 누나>의 리메이크작 설은 방송 시작전에 한 블로거의 실수로 잘못 전해진 것이다.
- 극중 허판싱과 허찬양 역을 맡은 빅토리아와 장우검은 환성 : 신들의 전쟁 이후 4년만에 재회하였다.
- 해당 드라마는 종영이후 선전 위성 텔레비전 과 랴오닝방송을 통해 다시 방송되었다.